# 柚木慶二

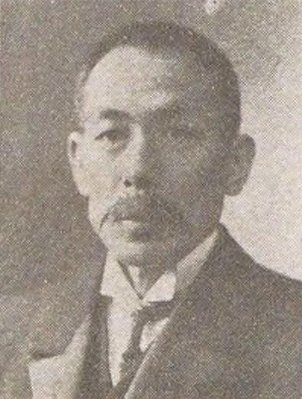
柚木慶二

柚木 慶二（ゆのき けいじ、安政6年9月28日（1859年10月23日） - 大正5年（1916年）2月11日）は、日本の衆議院議員（立憲政友会）。

## 経歴
大隅国姶良郡加治木町（現在の鹿児島県姶良市）に、郷士柚木新十郎の長男として生まれる。西南戦争の際には西郷軍に投じ、左手を負傷した。1879年（明治12年）、三州社という政社を結成して自由民権運動に取り組むようになった。また子弟の教育を志して1883年（明治16年）に育英黌という学校を創設したが、政府側の政社の迫害により閉鎖に追い込まれた。その後は興商会を組織し、後に商業倶楽部と改めた。1889年（明治22年）、新たに同志会という政社を結成し、翌年には県会議員に選出された。
1902年（明治35年）、第7回衆議院議員総選挙に出馬し当選。以後、第12回衆議院議員総選挙まで6回連続当選を果たした。
その他に鹿児島新聞社監督として経営にあたった。